# ديوغو جيفرسون مينديز دي ميلو
ديوغو جيفرسون مينديز دي ميلو هو لاعب كرة قدم برازيلي في مركز الوسط، ولد في 18 أبريل 1984 في يونيائو دوس بالميراس في البرازيل. لعب مع أكاديميكا كويمبرا ونادي أولهانينسي ونادي إيرميس أراديبو ونادي صنعت نفط عبادان ونادي كروزيرو.

## وصلات خارجية
- ديوغو جيفرسون مينديز دي ميلو على موقع قاعدة بيانات كرة القدم.إي يو (الإنجليزية)
- ديوغو جيفرسون مينديز دي ميلو على موقع Soccerway.com (الإنجليزية)